# Karl-Otto von der Malsburg
Karl-Otto von der Malsburg (* 21. September 1790 in Marburg; † 18. November 1855 in Venedig) war ein deutscher Offizier, Gutsbesitzer und Kunstmäzen.

## Leben
Sein Vater war der Beamte und Offizier Friedrich-Wilhelm von der Malsburg, sein Bruder der Diplomat, Schriftsteller und Übersetzer Ernst von der Malsburg. Für die Erziehung sorgte sein Onkel, der Diplomat, Gutsbesitzer und Politiker, Karl-Otto von der Malsburg (1741–1821).
Er nahm am napoleonischen Feldzug nach Russland teil, wurde in der Schlacht von Borodino verwundet und trat vom brennenden Moskau aus den Rückzug nach Deutschland an, von wo aus er König Jerome von Westphalen bei seiner Flucht begleitete.
1822 heiratete er Marie Toussaint, von der er sich bald wieder scheiden ließ, um 1824 Henriette Freiin von Heintze zu heiraten.

## Der Musenhof Escheberg
Als Unterstützer der unterlegenen Franzosen war seine Karriere als hessischer Offizier beendet. Er zog sich auf Gut Escheberg  bei Wolfhagen in Nordhessen zurück, das er 1824 erbte und zu einem nordhessischen Tusculum machte. Als Mäzen empfing er dort unter anderem August und Friedrich Schlegel, Jakob und Wilhelm Grimm, Louis Spohr, Moritz von Schwind und Heinrich Marschner. Emanuel Geibel wirkte als Bibliothekar auf Gut Escheberg. Friedrich von Bodenstedt verewigte das Leben auf dem Musenhof in seinem Roman Das Herrenhaus im Eschenwalde.

## Tod
Karl-Otto von der Malsburg starb 1855 an Fleckfieber während einer Reise in Venedig.